# Gymnomeniidae
De Gymnomeniidae is een familie van weekdieren uit de orde Pholidoskepia.

## Geslachten
- Genitoconia Salvini-Plawen, 1967
- Gymnomenia Odhner, 1920
- Wirenia Odhner, 1920